# Giuseppe Persi
Giuseppe Giordano Persi (Trieste, 14 dicembre 1924 – 10 febbraio 2012) è stato un calciatore italiano, di ruolo attaccante.

## Carriera
Giocò per una stagione in Serie A con la Triestina.

## Palmarès

### Club

#### Competizioni nazionali
- Serie B: 1

Genoa: 1952-1953
- Serie C: 1

Treviso: 1949-1950